# 양재대로
양재대로(良才大路, Yangjae-daero)는 서울특별시 서초구 우면동 선암 나들목에서 경기도 구리시 교문동 아천 나들목을 잇는 왕복 8차선 도로다.

## 역사
- 1988년 7월 12일 : 양재대로(양재 나들목 ~ 수서 나들목, 5.5 km)가 개통되었다.[1]
- 1989년 2월 13일 : 양재 나들목 ~ 수서 나들목 5.4 km 구간이 자동차 전용도로로 지정[2]
- 2009년 7월 10일 : 기점이 양재 나들목에서 선암 나들목으로 연장, 남부순환로 일부 구간(수서 나들목 - 둔촌사거리, 4.8 km)과 둔촌로(둔촌사거리 - 암사아리수정수센터, 4.3 km)가 양재대로에 편입되었다.
- 2010년 3월 15일 : 2개 이상 시·도에 걸쳐 있는 도로로 양재대로를 고시[3]
- 2018년 3월 8일 : 구리암사대교 개설에 따라 도로구간 종점을 서울특별시 강동구 암사동부터 경기도 구리시 아천동까지 연장하였으며, 이에 따라 총 연장이 17.16km에서 19.36km로 증가[4]

## 주요 경유지
경기도
- 과천시 남태령, 과천시 주암리

서울특별시
- 서초구 경부고속도로 양재나들목
- 염곡 사거리
- (염곡동, 양재동) - 강남구 (개포동 · 일원동 · 수서동) - 송파구 (가락동 · 송파동 · 오금동 · 방이동 · 오륜동) - 강동구 (둔촌동 · 성내동 · 길동 · 천호동 · 명일동 · 고덕동 · 암사동)

경기도
- 구리시 교문동

## 노선
- (■): 자동차 전용도로 구간

| 이름                                                    | 접속 노선                                                  | 소재지                    | 소재지                                       | 비고                                                              |
| 강남순환로, 중앙로와 직결                               | 강남순환로, 중앙로와 직결                                  | 강남순환로, 중앙로와 직결 | 강남순환로, 중앙로와 직결                    | 강남순환로, 중앙로와 직결                                         |
| ------------------------------------------------------- | ---------------------------------------------------------- | ------------------------- | -------------------------------------------- | ----------------------------------------------------------------- |
| 선암 나들목                                             | 우면산로 강남순환로 태봉로                                 | 서울특별시                | 서초구                                       | 선암지하차도(편도)                                                |
| 주암교                                                  |                                                            | 과천시                    | 주암동                                       | 국도 제47호선 구간                                                |
| 트럭터미널앞                                            | 매헌로 양재대로11길 양재대로12길                           | 서울특별시                | 서초구                                       | 국도 제47호선 구간                                                |
| 양재 나들목                                             | 1호선 경부고속도로                                         | 서울특별시                | 서초구                                       | 국도 제47호선 구간                                                |
| 염곡사거리                                              | 강남대로 (헌릉로)                                          | 서울특별시                | 서초구                                       | 국도 제47호선 구간                                                |
| 구룡사앞 교차로                                         | 논현로                                                     | 서울특별시                | 강남구                                       | 구룡지하차도 구간 국도 제47호선 구간                              |
| 구룡터널 교차로                                         | 언주로 (분당내곡도시고속화도로)                            | 서울특별시                | 강남구                                       | 국도 제47호선 구간                                                |
| 구룡마을입구 교차로                                     | 선릉로 양재대로16길                                        | 서울특별시                | 강남구                                       | 국도 제47호선 구간                                                |
| 개포3,4단지 교차로                                      | 삼성로                                                     | 서울특별시                | 강남구                                       | 국도 제47호선 구간                                                |
| 일원터널 교차로                                         | 국도 제47호선 국가지원지방도 제23호선 (영동대로) 광평로    | 서울특별시                | 강남구                                       | 일원지하차도 구간 국도 제47호선 구간 국가지원지방도 제23호선 구간 |
| 삼성서울병원사거리                                      | 일원로                                                     | 서울특별시                | 강남구                                       | 국가지원지방도 제23호선 구간                                      |
| 일원1동주민센터앞 교차로                                | 양재대로55길                                               | 서울특별시                | 강남구                                       | 국가지원지방도 제23호선 구간                                      |
| 수서 나들목                                             | 국가지원지방도 제23호선 (밤고개로) 동부간선도로 남부순환로 | 서울특별시                | 강남구                                       | 국가지원지방도 제23호선 구간 서울특별시도 제92호선 구간           |
| 탄천교                                                  |                                                            | 서울특별시                | 강남구                                       | 서울특별시도 제92호선 구간                                        |
| 탄천교                                                  | 송파구                                                     | 서울특별시                |                                              | 서울특별시도 제92호선 구간                                        |
| 탄천교 교차로                                           | 탄천동로                                                   | 서울특별시                |                                              | 서울특별시도 제92호선 구간                                        |
| 가락시장입구 교차로                                     | 가락시장                                                   | 서울특별시                | 가락지하차도 구간 서울특별시도 제92호선 구간 |                                                                   |
| 가락시장 교차로                                         | 국도 제3호선 송파대로                                      | 서울특별시                | 서울특별시도 제92호선 구간                   |                                                                   |
| 신가초교앞 교차로                                       | 송이로                                                     | 서울특별시                | 서울특별시도 제92호선 구간                   |                                                                   |
| 오금사거리                                              | 오금로                                                     | 서울특별시                | 서울특별시도 제92호선 구간                   |                                                                   |
| 방이역사거리 (방이역)                                   | 마천로                                                     | 서울특별시                | 서울특별시도 제92호선 구간                   |                                                                   |
| 올림픽공원사거리                                        | 위례성대로                                                 | 서울특별시                | 서울특별시도 제92호선 구간                   |                                                                   |
| 올림픽공원동문 교차로 (올림픽공원역)                    |                                                            | 서울특별시                | 서울특별시도 제92호선 구간                   |                                                                   |
| 둔촌다리                                                |                                                            | 서울특별시                | 서울특별시도 제92호선 구간                   |                                                                   |
| 한국체육대학교 서울세륜초등학교 보성고등학교 보성중학교 |                                                            | 서울특별시                | 서울특별시도 제92호선 구간                   |                                                                   |
| 둔촌사거리                                              | 강동대로                                                   | 서울특별시                | 서울특별시도 제92호선 구간                   |                                                                   |
| 둔촌사거리                                              | 강동대로                                                   | 서울특별시                | 서울특별시도 제92호선 구간                   | 강동구                                                            |
| 둔촌동역 교차로 (둔촌동역)                              | 풍성로                                                     | 서울특별시                | 서울특별시도 제92호선 구간                   |                                                                   |
| 길동사거리                                              | 국도 제43호선 (천호대로)                                   | 서울특별시                | 서울특별시도 제92호선 구간                   |                                                                   |
| 길동역                                                  |                                                            | 서울특별시                | 서울특별시도 제92호선 구간                   |                                                                   |
| 천동초교입구 교차로                                     | 천중로                                                     | 서울특별시                | 서울특별시도 제92호선 구간                   |                                                                   |
| 굽은다리역 교차로 (굽은다리역)                          | 상암로                                                     | 서울특별시                | 서울특별시도 제92호선 구간                   |                                                                   |
| 명일역 교차로 (명일역)                                  | 구천면로                                                   | 서울특별시                | 서울특별시도 제92호선 구간                   |                                                                   |
| 동부기술교육원 교차로                                   | 고덕로                                                     | 서울특별시                | 서울특별시도 제92호선 구간                   |                                                                   |
| 암사정수센터 교차로                                     | 아리수로                                                   | 서울특별시                | 서울특별시도 제92호선 구간                   |                                                                   |
| 암사 나들목                                             | 올림픽대로                                                 | 서울특별시                | 서울특별시도 제92호선 구간                   |                                                                   |
| 구리암사대교                                            |                                                            | 서울특별시                | 서울특별시도 제92호선 구간                   |                                                                   |
| 구리시                                                  | 교문동                                                     |                           | 서울특별시도 제92호선 구간                   |                                                                   |
| 구리시                                                  | 교문동                                                     | 아천 나들목               | 서울특별시도 제92호선 구간                   | 강변북로                                                          |
| 사가정로와 직결                                         |                                                            |                           |                                              |                                                                   |

## 자동차 전용도로
1989년 2월 13일에 양재 나들목에서 수서 나들목 구간이 자동차 전용도로로 지정되어 현재 싸이카를 제외한 모든 이륜 자동차가 통행 금지이다.

## 주요 건물 및 시설
- 코스트코 양재점 (서울특별시 서초구 양재대로 159)
- 도로교통공단 서울지부 (서울특별시 서초구 양재대로 242)
- 대흥교통 (서울특별시 서초구 양재대로 254-11)
- 도선여객 (서울특별시 강남구 양재대로 486)
- 한국지역난방공사 강남지사 (서울특별시 강남구 양재대로 781)
- 가락시장 (서울특별시 송파구 양재대로 932)
- 한국체육대학교 (서울특별시 송파구 양재대로 1239)
- 서울세륜초등학교 (서울특별시 송파구 양재대로 1264)
- 보성중학교·보성고등학교 (서울특별시 송파구 양재대로 1278)
- 서울성내동우체국 (서울특별시 송파구 양재대로 1309)
- 한국전력공사 강동지사 (서울특별시 송파구 양재대로 1318)
- 강동구선거관리위원회 (서울특별시 강동구 양재대로 1440)
- 영림운수 (서울특별시 강동구 양재대로 1535)
- 홈플러스 강동점 (서울특별시 강동구 양재대로 1571)

## 사진

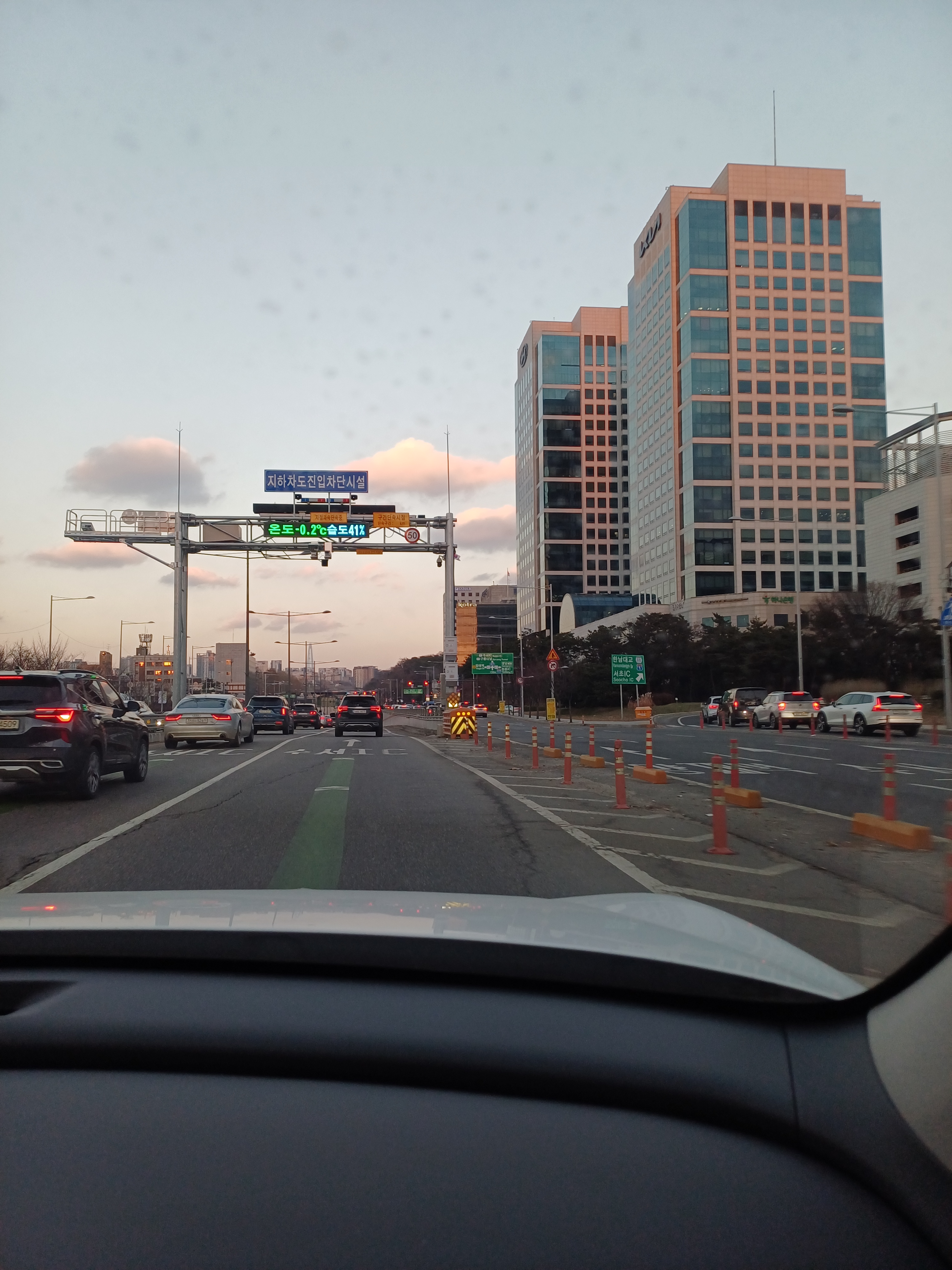
양재 나들목 교차지점